# هنري بريونز
هنري بريونز (بالإسبانية: Henry Briones) هو فنان قتال مختلط مكسيكي، ولد في 22 أكتوبر 1980 في تيخوانا في المكسيك.

## وصلات خارجية
- هنري بريونز على موقع يو إف سي (الإنجليزية)
- هنري بريونز على موقع شيردوغ (الإنجليزية)
- هنري بريونز على موقع IMDb (الإنجليزية)